# ペテル・ハンソン
ペテル・ハンソン（Petter Hansson, 1976年12月14日 - ）は、スウェーデン・セーデルハムン出身の元同国代表サッカー選手。現役時代のポジションはDF。ペッター・ハンソン、ペッテル・ハンソンとも表記される。

## 経歴

### クラブ

#### スウェーデン
地元のセーデルハムンズFFでキャリアを始め、1998年にハルムスタッズBKへ移籍。同年10月4日のAIKソルナ戦（1-1）でトップリーグデビューした。翌年から主要選手の1人となり、守備的MFやCBとして闘志溢れるプレーを見せていたことでファンから人気を集め、さらにクラブの主将に就任。2000年には1試合を除く全試合に出場し4得点を挙げ、クラブ史上4度目となるリーグ優勝に貢献した。

#### 国外へ
2002年7月、同胞にして元同僚のステファン・セラコヴィッチが昨季冬から在籍するオランダ エールディヴィジのSCヘーレンフェーンへ移籍し、4年契約を締結。1シーズン目は全試合に出場する中で一貫的に活躍すると、白い竜巻（"De Witte Tornado"）との愛称で呼ばれるほどファンの人気を集め、同シーズンのクラブ最優秀選手にファンから選出された。2002-03シーズンは7位に終わったが、2003-04シーズンは4位と躍進しUEFAカップ2004-05出場権を得、2004-05シーズンも変わらず主力の1人として活躍し、再びUEFAカップ2005-06出場権獲得となる5位でリーグ戦を終えた。
2007年2月のフィテッセ戦で、スウェーデン人選手としてエールディヴィジ最多出場記録を持つマティアス・フロレーンに並ぶリーグ戦出場通算151試合目を達成。それから程なくしてイタリア セリエAのアタランタBCとフランス リーグ・アンのスタッド・レンヌから関心を寄せられた結果、主将を務めたヘーレンフェーンを去り、2007年5月1日に同胞のエリック・エドマンが在籍するレンヌと契約を締結した。
レンヌでの1シーズン目は、2007年8月4日のASナンシー戦（0-2敗北）で初出場を果たして以降35試合に出場し、シーズンを6位で終えるのに貢献。2シーズン目はリーグ戦を7位で終え、カップ戦で2部のEAギャンガンとの決勝戦進出に貢献するなど変わらず主力の1人として活躍していたが、その決勝戦ではカルロス・ボカネグラの得点で先制するも、ブラジル人選手のエドゥアルドの得点を立て続けに許してしまい、1-2で敗れタイトル獲得には至らなかった。2009-10シーズン終了に伴い契約満了となったためクラブは契約延長の話を持ちかけるも、これを拒否。これに対し、母国スウェーデンのメディアは代理人の話としてユールゴーデンIFへの参加を報じたが、同年6月4日にリーグ・アンのASモナコと契約を締結。2007年から2009年にレンヌで指導を受けたギー・ラコンブ監督と再会となった。
モナコでも30試合に出場とそれまでと変わらず主力選手としてプレーするも、クラブの34年ぶりとなる2部降格を防ぐことは出来ず厳しいシーズンを過ごしたが、2011年6月25日に契約を1年延長。2011-12シーズンは徐々に控えとしての状況が増え、冬の移籍市場でガリー・カヘルマチェルとゲオルギオス・ツァヴェラス加入してくるとポジションを完全に明け渡してしまった。同シーズン終了に伴い契約終了となり退団することが決定すると、2012年5月30日に代理人を通じて引退が発表された。

#### スウェーデン復帰
前述の通り引退発表がなされていたが、2012年9月7日にウプサラを拠点とする6部のスンナルスタAIFと契約を締結し、驚きをもって伝えられた。2013年も引き続き同クラブに在籍しながら、1月23日に3部に所属するIKシリウス・フォトボルの下部組織のコーチに就任。5月8日のIF VPとのダービーでは、2-3と1点を追う中で試合終了間際に得点を挙げ、3-3の引き分けに持ち込むことに貢献した。

### 代表
クラブで一貫したパフォーマンスを示していたことから、2001年初頭にラーシュ・ラーゲルベック監督とトミー・セデベリ監督率いるスウェーデン代表へ招集され、同年2月1日のフィンランド戦で代表初出場を記録。2007年6月2日のUEFA EURO 2008予選でライバルのデンマーク戦（3-0勝利）で代表初得点を記録している。
初出場を果たして以降、定期的に招集されUEFA EURO 2004のメンバーにも選出された。しかし、同大会ではエリック・エドマン, オロフ・メルベリ, アンドレアス・ヤコブソンとの定位置争いに敗れたため出番が訪れなかった。また、2006 FIFAワールドカップのメンバーに選出されたが、エドマン, メルベリ, テディ・ルリッチの牙城を崩せず、ベスト16のドイツ戦で、ルリッチが前半に退場したことにより守備強化の必要に迫られキム・シェレストレームに代わり途中出場したこの試合のみと、2年前と同様に不満の残る大会となった。ラーシュ・ラーゲルベック監督の下で参加したUEFA EURO 2008では、それまでと打って変わり全試合に出場し、2008年6月2日の初戦ギリシャ戦（2-0勝利）で通算2得点目を記録するも決勝トーナメント進出を逃した。
2009年10月10日の2010 FIFAワールドカップ・ヨーロッパ予選 アウェーのデンマーク戦に敗れたことで、翌年に南アフリカ共和国で行われる本大会出場が絶たれると、ハンソンはチーム内でダニエル・マイストロヴィッチの後塵を拝していたこともあり、同予選のアルバニア戦（4-1勝利）をもって他の選手達と共に代表引退を決意していた。しかし、2010年9月7日のサンマリノ戦（6-0）でメルベリが一発退場を命じられ2試合の出場停止となったため、10月12日のUEFA EURO 2012予選オランダ戦へ向け、エリック・ハムレーン監督の下で招集された。この試合は、ハンソンの出場はなく1-4で破れている。同年11月にメルベリが負傷したことで再招集されたが、こちらは辞退している。

## 代表歴

### 出場大会
- スウェーデン代表
  - 2006 FIFAワールドカップ

### 試合数
- 国際Aマッチ 43試合 2得点（2001年-2009年）[26]

| スウェーデン代表 | 国際Aマッチ | 国際Aマッチ |
| 年               | 出場        | 得点        |
| ---------------- | ----------- | ----------- |
| 2001             | 1           | 0           |
| 2002             | 0           | 0           |
| 2003             | 0           | 0           |
| 2004             | 7           | 0           |
| 2005             | 3           | 0           |
| 2006             | 9           | 0           |
| 2007             | 10          | 1           |
| 2008             | 10          | 1           |
| 2009             | 3           | 0           |
| 通算             | 43          | 2           |

## タイトル
個人
- スウェーデン年間最優秀DF賞 : 2006, 2007[27]